# Rundö
Rundö är en ö i Tjärnö socken, Strömstads kommun, omkring 9 kilometer söder om Strömstad.
Ön är 73 hektar stor och belägen mellan Tjärnö och Råssö. I modern tid har Rundö som mest haft 50-60 innevånare. 1917 fanns här 40 innevånare. Trots att ön fick telefon på 1940-talet och elektricitet 1953 minskade innevånarantalet och i början av 2000 fanns bara en person född på ön kvar som bofast. 2012 hade dock antalet bofasta ökat till 3. De flesta av de gamla gårdarna finns dock var och sommartid brukar 50-60 personer vistas på ön. I början av 2000-talet växte mycket av öns gamla betesmarker igen, men senare har åter kor och får börjat beta på ön och landskapet har åter öppnats upp.